# Nilski mozaik iz Palestrine
Nilski mozaik iz Palestrine ali Palestrinski mozaik je mozaik iz poznega obdobja helenizma, ki prikazuje Nil pri prehodu od Modrega Nila v Sredozemsko morje. Mozaik je bil del klasičnega svetišča-jame v Palestrini, mestu vzhodno od antičnega Rima, v osrednji Italiji. Širok je 5,85 metra in visok 4,31 metra in omogoča vpogled v rimsko obsedenost s staroegipčasnko eksotiko v 1. stoletju pred našim štetjem, tako kot zgodnjo manifestacijo vloge Egipta v rimski domišljiji  in primer žanra nilske pokrajine z dolgo ikonografsko zgodovino v Egiptu in Egejskem morju.

## Opis
Mozaik z ločnim okvirjem zgoraj, ki svojo izvirno lokacijo opredeljuje kot talno oblogo apside v jami, vsebuje podrobne upodobitve ptolemajskih Grkov, Etiopijcev v lovskih prizorih in različne živali iz reke Nil . To je najzgodnejši rimski prikaz nilskih prizorov, od katerih jih je bilo več odkritih v Pompejih . Soglasje glede datiranja dela se počasi uveljavlja. Paul G. P. Meyboom predlaga datum tik pred vladanjem Sule (približno 100 pr. n. št.) in obravnava mozaik kot zgodnji dokaz za širjenje egipčanskih kultov v Italiji, kjer se je Izida sinhronizirala s Fortuno. Verjame, da je Nilske prizore v Rimu uvedel Demetrij Topograf, grški umetnik iz ptolemajskega Egipta, aktiven okoli 165 pr. n. št.. Claire Préaux poudarja "eskapistično" naravo fantastične pokrajine.

## Zgodovina

### Izvor
Nilski mozaik in njegov spremljevalec, Ribji mozaik, sta bila očitno še vidna v italijanskem mestu Palestrina, starodavni Praenesti, v 15. stoletju . Ko ga je prvič opazil malo pred letom 1507 Antonio Volsco, humanist v krogu Pomponija Leta, so bili mozaiki še vedno in situ med ostanki Sulovega svetišča Fortuna Primigenia. Takrat je bilo mesto v lasti rimske družine Colonna, katere palača v Palestrini je zasedala del ruševin.
Mozaik je morda naveden v dobro znanem odlomku Plinijeve Zgodovine narave v zvezi z mozaičnimi tlemi v Italiji:
Mozaiki so se začeli uporabljati že v Sulovem režimu. V vsakem primeru obstaja še danes eden narejen iz zelo majhnih teser, ki jih je namestil v tempelj Fortune v Palestrini.
Volsco je dodal, da so bili ti urejeni po vzorcu slike . Maurizio Calvesi je pri prepoznavanju Francesca Colonne kot avtorja Hipnerotomahije Poliphili identificiral prehode v hipnerotomahiji, odvisno od Plinija, ki so bile obogatene z neposrednimi izkušnjami samih mozaikov. 

### 17. stoletje
V 17. stoletju je Palestrina prešla v posest družine Barberini, ki je med 1624 in 1626 odstranila večino mozaika iz njenega mesta, ne da bi zabeležila celotno kompozicijo in ga po nadaljnjih premikih in poškodbah postavila na razstavo v Palazzo Barberini v Palestrini, kjer je še danes. Mozaik je bil večkrat obnovljen in popravljen, vendar je na srečo Cassiano dal Pozzo izdelal skrbne akvarele odsekov pred začetno restavracijo v opificio svetega Petra. Ponovno odkritje dolgo izgubljenih akvarelov Helen Whitehouse je omogočilo rekonstrukcijo ohranjenih segmentov na bolj smiseln način [9], čeprav o originalni kompoziciji ostaja veliko negotovosti. Mozaik je glavna značilnost Museo Nazionale Prenestino v Palazzo Barberini, Palestrina (ne v Rimu) od leta 1953

## Sources
- Finley, The Light of the Past, 1965, p. 93.
- C. Roemer, R. Matthews, Ancient Perspectives on Egypt, Routledge Cavendish 2003, pp. 194ff.
- Paul G. P. Meyboom, The Nile Mosaic of Palestrina: Early Evidence of Egyptian Religion in Italy, Leiden:Brill 1995, pp. 80ff